# Eressa lasara
Eressa lasara là một loài bướm đêm thuộc phân họ Arctiinae, họ Erebidae.